# Fuuto PI
Fuuto PI (風都探偵, Fūto Tantei, litt. « Détective de Fuuto ») est une série japonaise de mangas écrite par Riku Sanjō et dessinée par Masaki Sato. Elle constitue une suite de la série télévisée Kamen Rider W. Elle est prépubliée dans le Big Comic Spirits de Shōgakukan depuis août 2017, avec treize volumes reliés parus fin août 2022. Une adaptation en série d'animation par Studio Kai est diffusée d'août à octobre 2022.

## Synopsis
Se déroulant après Kamen Rider W Returns: Kamen Rider Accel, Fuuto PI tourne autour de Shotaro Hidari, un détective privé qui travaille à l'agence de détective Narumi, et de son partenaire Raito Philip Sonozaki, unique survivant de la famille Sonozaki, qui peut accéder à la Bibliothèque Gaia. Ensemble, ils se transforment en Kamen Rider W, qui protège la ville de Fuuto des Dopants, des monstres créés par les Mémoires de Gaia. Ils résolvent des affaires aux côtés de leur cheffe Akiko Terui, qui rejoint souvent leurs enquêtes avec son mari Ryu.
Un jour, Shotaro rencontre une fille amnésique aux cheveux roses nommée Tokime, ciblée par Dopants. Après l'avoir sauvée, ils décident de l'embaucher à l'agence de détective Narumi en tant qu'assistante. Alors que Shotaro et Philip résolvent de nouveaux cas, ils découvrent progressivement le lien de Tokime avec le mystérieux Aurora Dopant.

## Production et supports

### Manga
Fuuto PI est écrit par Riku Sanjō et illustré par Masaki Sato. La série est prépubliée dans le Big Comic Spirits de Shōgakukan depuis le 7 août 2017. Le premier volume relié paraît le 30 mars 2018 au Japon.  Treize volumes ont été publiés au 30 août 2022.
La version française est publiée par Michel Lafon, dans la collection Kazoku, depuis le 7 juillet 2022.

#### Liste des volumes
| no | Japonais         | Japonais                            | Français         | Français          |
| no | Date de sortie   | ISBN                                | Date de sortie   | ISBN              |
| -- | ---------------- | ----------------------------------- | ---------------- | ----------------- |
| 1  | 30 mars 2018     | 978-4-09-189849-4                   | 7 juillet 2022   | 978-2-7499-4996-3 |
| 2  | 30 mars 2018     | 978-4-09-189850-0                   | 7 juillet 2022   | 978-2-7499-4997-0 |
| 3  | 29 juin 2018     | 978-4-09-189890-6                   | 8 septembre 2022 | 978-2-7499-4998-7 |
| 4  | 30 octobre 2018  | 978-4-09-860075-5                   | 17 novembre 2022 | 978-2-7499-4999-4 |
| 5  | 28 février 2019, | 978-4-09-860225-4 978-4-09-943037-5 | —                |                   |
| 6  | 28 juin 2019     | 978-4-09-860318-3                   | —                |                   |
| 7  | 29 novembre 2019 | 978-4-09-860488-3                   | —                |                   |
| 8  | 30 mars 2020     | 978-4-09-860567-5                   | —                |                   |
| 9  | 30 octobre 2020  | 978-4-09-860714-3                   | —                |                   |
| 10 | 30 mars 2021     | 978-4-09-860870-6                   | —                |                   |
| 11 | 30 août 2021     | 978-4-09861128-7                    | —                |                   |
| 12 | 28 février 2022  | 978-4-09861252-9                    | —                |                   |
| 13 | 30 août 2022     | 978-4-09861397-7                    | —                |                   |

### Anime
Une adaptation en série d'animation est annoncée le 3 avril 2021. La série est animée par Studio Kai. Yousuke Kabashima dirige la série, avec Tatsuto Higuchi s'occupant de la composition de la série, Hidekazu Ebina concevant les personnages, et Kōtarō Nakagawa et Shuhei Naruse composant la musique de la série. Elle est d'abord diffusée sur le service U-NEXT à partir du 1er août 2022, avant d'être diffusée sur Tokyo MX à partir du 8 août 2022,. La chanson thème d'ouverture intitulée Private Eye par Big Gadgets est interprétée par Aya Kamiki et TAKUYA (en). Funimation acquiert initialement les droits de diffusion de la série à l'international, mais à la suite de l'acquisition de Crunchyroll par Sony, la série est déplacée dans le catalogue de Crunchyroll,. Muse Communication diffuse la série en Asie du Sud-Est.

#### Liste des épisodes
| No | Titre français,                                   | Titre japonais                        | Titre japonais                             | Date de 1re diffusion télévisée |
| No | Titre français,                                   | Kanji                                 | Rōmaji                                     | Date de 1re diffusion télévisée |
| -- | ------------------------------------------------- | ------------------------------------- | ------------------------------------------ | ------------------------------- |
| 1  | Attention au t / Coup de foudre pour une sorcière | tに気をつけろ／魔女に恋した男         | Tī ni kiwotsukero/ majo ni koi shita otoko | 8 août 2022                     |
| 2  | Attention au t / Le coupable est là-bas           | tに気をつけろ／犯人(ヤツ)はそこにいる |                                            | 15 août 2022                    |
| 3  | Attention au t / Protecteur masqué                | tに気をつけろ／仮面の守護神           |                                            | 22 août 2022                    |
| 4  | L'horrible m / Les ailes de la mort               | 最悪のm／死を呼ぶ羽音                 |                                            | 29 août 2022                    |
| 5  | L'horrible m / La taupe                           | 最悪のm／密告者                       |                                            | 5 septembre 2022                |
| 6  | L'horrible m / Les crocs blancs                   | 最悪のm／白い牙                       |                                            | 12 septembre 2022               |
| 7  | k dans la tempête / Le duo en détresse            | 閉ざされたk／名コンビ遭難             |                                            | 19 septembre 2022               |
| 8  | k dans la tempête / Meurtres en série             | 閉ざされたk／連鎖する悪意             |                                            | 26 septembre 2022               |
| 9  | k dans la tempête / La fusion ultime              | 閉ざされたk／究極は二人で一人         |                                            | 3 octobre 2022                  |
| 10 | r le surhomme / Passeport pour la Fuuto cachée    | 超人r／裏風都へのパスポート           |                                            | 10 octobre 2022                 |
| 11 | r le surhomme / À la recherche d'une connexion    | 超人r／つながりを求めて               |                                            | 17 octobre 2022                 |
| 12 | r le surhomme / La mort, et ensuite…              | 超人r／終焉、そして......             |                                            | 24 octobre 2022                 |

## Accueil
En mai 2018, 300 000 exemplaires du manga sont en circulation. En décembre 2018, il y en a 1,05 million.
La série se classe 15e du Top 20 des mangas pour lecteurs masculins du Kono Manga ga sugoi! de 2019. Elle se classe également 8e des « bandes dessinées recommandées par les employés de la librairie nationale de 2018 » du Honya Club.